# Pogona vitticeps

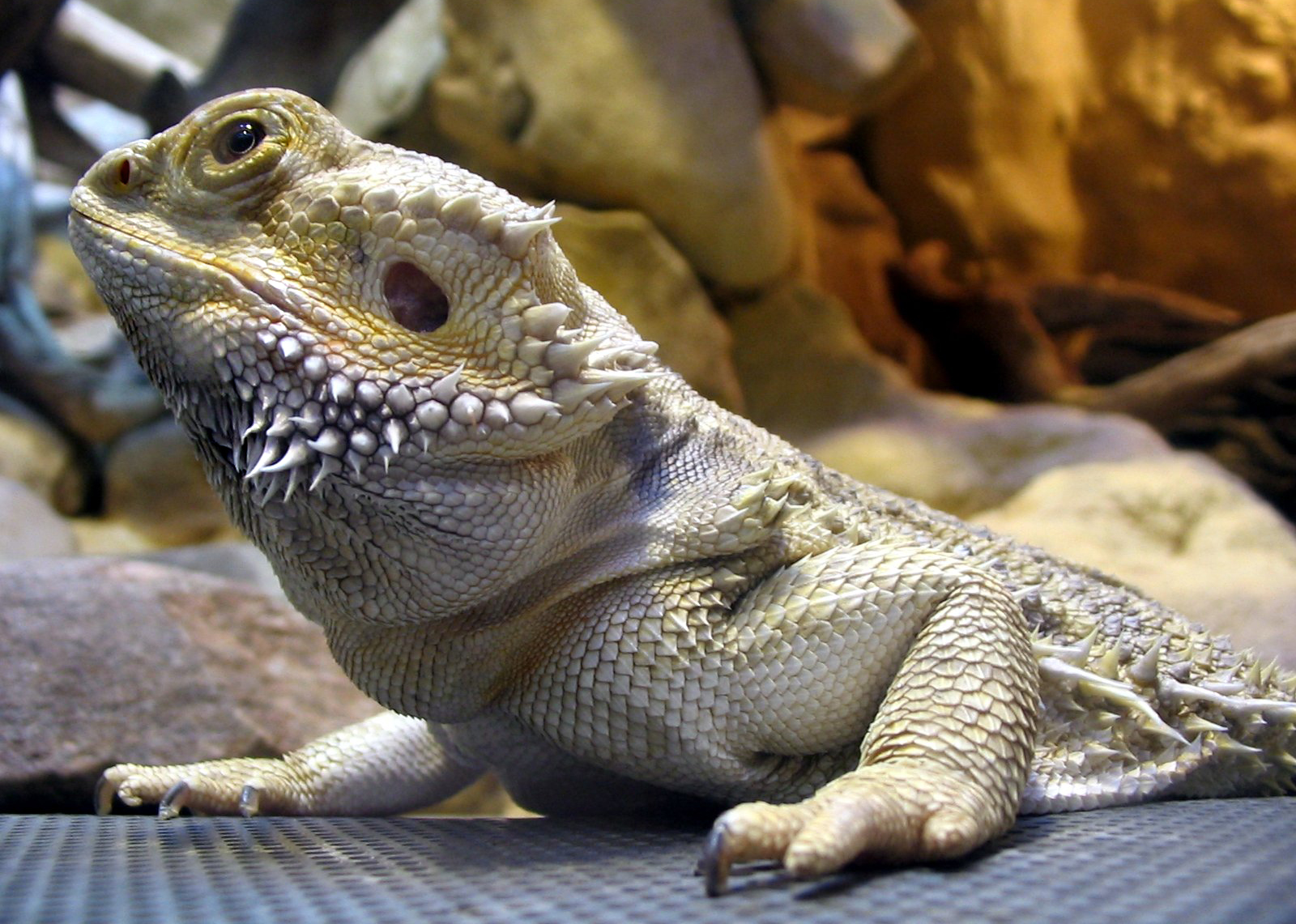
Zbliżenie przedniej części ciała agamy

Pogona vitticeps – gatunek jaszczurki z rodziny agamowatych (Agamidae), w języku polskim określany nazwą agama brodata.
OpisWokół głowy i grzbiet pokrywają ostre łuski, które tworzą kolczastą brodę, gdy podrażnione zwierzę nadyma podgardle. Ubarwienie zmienne, zależne od nastroju jaszczurki - od żółtoszarego i oliwkowobrązowego, gdy jest spokojna do jaskrawożółtej z pomarańczowym podczas dobrego nastroju i nagrzania ciała. Resztę ciała pokrywają małe i szorstkie łuski.
Długość życiaPogona vitticeps żyje ok. 11 lat (maks. do 20).
RozmiaryDługość ciała 45–55 cm, w tym połowę stanowi ogon.
WystępowanieAustralia
BiotopSuche i ciepłe sawanny i stepy pokryte trawą.
TerrariumDla pojedynczego osobnika ok. 120x60x60 cm o układzie poziomym z dostępem do korzeni lub ścianek, po których będzie się wspinała. Zalecane terrarium szklane lub drewniane wykonane z płyty meblowej. Wymagana lampa UVB oraz lampa grzewcza.
PokarmStawonogi, głównie owady (karaczany, świerszcze, szarańcza, mącznik młynarek) oraz części roślin (roszponka, rukola, trzykrotka).
BehawiorProwadzi dzienny tryb życia. Komunikują się ze sobą kiwaniem głowami, machaniem przednimi łapami i przysiadaniem na przednich łapach. W razie konieczności potrafią biec na tylnych nogach. Żyje samodzielnie, spotykając się z innymi osobnikami tylko na czas rozmnażania.
RozmnażaniePora godowa przebiega na początku października. Samice wygrzebują tunel, do którego składają 12–22 jaj w pergaminowatych osłonkach i zagrzebują je. Inkubacja przebiega ok. 89–96 dni w temperaturze ok. 26 °C. Po wyjściu z osłonek jajowych mierzą 9 cm. Po trzech miesiącach mają już 20 cm długości. W niewoli okres godowy przebiega od stycznia do sierpnia – w trakcie jednego sezonu samica potrafi wyprowadzić kilka lęgów.